# MKB-10 Poglavje XII: Bolezni kože in podkožja
| Mednarodna klasifikacija bolezni in sorodnih zdravstvenih problemov 10. popravljena izdaja | Mednarodna klasifikacija bolezni in sorodnih zdravstvenih problemov 10. popravljena izdaja | Mednarodna klasifikacija bolezni in sorodnih zdravstvenih problemov 10. popravljena izdaja     |
| Poglavje                                                                                   | Kategorije                                                                                 | Naslov                                                                                         |
| ------------------------------------------------------------------------------------------ | ------------------------------------------------------------------------------------------ | ---------------------------------------------------------------------------------------------- |
| I                                                                                          | A00-B99                                                                                    | Nekatere infekcijske in parazitske bolezni                                                     |
| II                                                                                         | C00-D48                                                                                    | Neoplazme                                                                                      |
| III                                                                                        | D50-D89                                                                                    | Bolezni krvi in krvotvornih organov in nekatere bolezni, pri katerih je udeležen imunski odziv |
| IV                                                                                         | E00-E90                                                                                    | Endokrine, prehranske in presnovne bolezni                                                     |
| V                                                                                          | F00-F99                                                                                    | Duševne in vedenjske motnje                                                                    |
| VI                                                                                         | G00-G99                                                                                    | Bolezni živčevja                                                                               |
| VII                                                                                        | H00-H59                                                                                    | Bolezni očesa in adneksov                                                                      |
| VIII                                                                                       | H60-H95                                                                                    | Bolezni ušesa in mastoida                                                                      |
| IX                                                                                         | I00-I99                                                                                    | Bolezni obtočil                                                                                |
| X                                                                                          | J00-J99                                                                                    | Bolezni dihal                                                                                  |
| XI                                                                                         | K00-K93                                                                                    | Bolezni prebavil                                                                               |
| XII                                                                                        | L00-L99                                                                                    | Bolezni kože in podkožja                                                                       |
| XIII                                                                                       | M00-M99                                                                                    | Bolezni mišično-skeletnega sistema in vezivnega tkiva                                          |
| XIV                                                                                        | N00-N99                                                                                    | Bolezni sečil in spolovil                                                                      |
| XV                                                                                         | O00-O99                                                                                    | Nosečnost, porod in poporodno obdobje                                                          |
| XVI                                                                                        | P00-P96                                                                                    | Nekatera stanja, ki izvirajo v obporodnem obdobju                                              |
| XVII                                                                                       | Q00-Q99                                                                                    | Prirojene malformacije, deformacije in kromosomske nenormalnosti                               |
| XVIII                                                                                      | R00-R99                                                                                    | Simptomi, znaki in nenormalni klinični in laboratorijski izvidi, ki niso uvrščeni drugje       |
| XIX                                                                                        | S00-T98                                                                                    | Poškodbe, zastrupitve in nekatere druge posledice zunanjih vzrokov                             |
| XX                                                                                         | V01-Y98                                                                                    | Zunanji vzroki obolevnosti in umrljivosti                                                      |
| XXI                                                                                        | Z00-Z99                                                                                    | Dejavniki, ki vplivajo na zdravstveno stanje in na stik z zdravstveno službo                   |
| XXII                                                                                       | U00-U99                                                                                    | Kode za posebno uporabo                                                                        |

Mednarodno klasifikacijo bolezni in sorodnih zdravstvenih problemov 10-ta revizija (MKB-10) objavlja Svetovna zdravstvena organizacija (WHO)..  Ta stran vsebuje MKB-10 Poglavje XII: Bolezni kože in podkožja.

## L00-L99 Bolezni kože in podkožja

### (L00-L08) Infekcije kože in podkožja
- (L00) Sindrom stafilokoknega krpastega luščenja (sindrom bulozne stafilodermije)

- (L01) Impetigo (krastavost)
  - (L01.0) Impetigo (katerikoli povzročitelj)(kjer koli)
    - Bockhartov impetigo

  - (L01.1) Sekundarna impetiginizacija

- (L02) Kožni absces, furunkel in karbunkel

- (L03) Celulitis
  - (L03.0) Celulitis prstov rok in nog
    - Vnetje nohtišča (onihija)
    - Zanohtnica (paronihija)
    - Obnohtnica (perionihija)
    - Okužba nohta

  - (L03.1) Celulitis drugih delov udov
  - (L03.2) Celulitis obraza
  - (L03.3) Celulitis po trupu
  - (L03.8) Celulitis drugih mest
  - (L03.9) Celulitis, neopredeljen

- (L04) Akutni limfadenitis
- (L05) Pilonidalna cista

- (L08) Druge lokalne infekcije kože in podkožja
  - (L08.0) Kožno gnojenje (pioderma)
  - (L08.1) Eritrazma
  - (L08.8) Druge opredeljene lokalne infekcije kože in podkožja
  - (L08.9) Lokalne infekcije kože in podkožja, neopredeljena

### (L10-L14) Bulozne dermatoze
- (L10) Pemfigus
  - (L10.0) Navadni pemfigus (pemphigus vulgaris)
  - (L10.1) Bradavičasti pemfigus (pemphigus vegetans)
  - (L10.2) Luščeči se pemfigus (pemphigus foliaceus)
  - (L10.3) Brazilski pemfigus (pemphigus brasiliensis)(fogo selvagem)
  - (L10.4) Seboroični pemfigus (pemphigus erythematosus)
    - Senear-Usherjev sindrom

  - (L10.5) Pemfigus zaradi zdravil (medikamentozni pemfigus)
  - (L10.8) Druge vrste pemfigus
  - (L10.9) Pemfigus, neopredeljen

- (L11) Druge akantolitične dermatoze
  - (L11.0) Pridobljena folikularna keratoza
  - (L11.1) Prehodna akantolitična dermatoza (Grover)
  - (L11.8) Druge opredeljene akantolitične dermatoze
  - (L11.9) Akantolitična dermatoza, neopredeljena

- (L12) Pemfigoid
  - (L12.0) Bulozni pemfigoid (pemphigoides bullosus)
  - (L12.1) Brazgotinski pemfigoid (pemphigoides cicatriciale)
    - Benigni pemfigoid sluznic

  - (L12.2) Kronična bulozna dermatoza v otroštvu
    - Mladostni herpetiformni dermatitis

  - (L12.3) Pridobljena bulozna epidermoliza
  - (L12.4) Druge vrste pemfigoid
  - (L12.5) Pemfigoid, neopredeljen

- (L13) Druge bulozne dermatoze
  - (L13.0) Herpetiformni dermatitis
    - Duhringova bolezen

  - (L13.1) Subkornealna pustulozna dermatoza
    - Sneddon-Wilkinsonova bolezen

  - (L13.8) Druge opredeljene bulozne dermatoze
  - (L13.9) Bulozna dermatoza, neopredeljna

- (L14) Bulozne dermatoze pri boleznih, uvrščenih drugje

### (L20-L30) Dermatitis (vnetje kože) in ekcem
- (L20) Atopični dermatitis
  - (L20.0) Prurigo Besnier (Besnierova srbečica)
  - (L20.8) Druge vrste atopični dermatitis
  - (L20.9) Atopični dermatitis, neopredeljen

- (L21) Diseboroični dermatitis
  - (L21.0) Diseboreja lasišča

- (L22) Vnetje kože pod plenico
  - Plenični izpuščaj
  - Plenični eritem (rdečina)

- (L23) Alergijski kontaktni dermatitis (navadni ekcem)
  - (L23.0) Alergijski kontaktni dermatitis zaradi kovin
  - (L23.1) Alergijski kontaktni dermatitis zaradi adhezivov
  - (L23.2) Alergijski kontaktni dermatitis zaradi kozmetika
  - (L23.3) Alergijski kontaktni dermatitis zaradi stika kože z zdravili
  - (L23.4) Alergijski kontaktni dermatitis zaradi barvili
  - (L23.5) Alergijski kontaktni dermatitis zaradi drugih kemikalij
  - (L23.6) Alergijski kontaktni dermatitis zaradi stika kože s hrano
  - (L23.7) Alergijski kontaktni dermatitis zaradi rastlin, razen hrane
  - (L23.8) Alergijski kontaktni dermatitis zaradi drugih povzročiteljev
  - (L23.9) Alergijski kontaktni dermatitis, neopredeljen vzrok

- (L24) Detritivni dermatitis (iritantno kontaktno vnetje kože)
  - (L24.0) Detritivni dermatitis zaradi detergentov
  - (L24.1) Detritivni dermatitis zaradi olj in maščob
  - (L24.2) Detritivni dermatitis zaradi topil
  - (L24.3) Detritivni dermatitis zaradi kozmetika
  - (L24.4) Detritivni dermatitis zaradi stika kože z zdravili
  - (L24.5) Detritivni dermatitis zaradi drugih kemikalij
  - (L24.6) Detritivni dermatitis zaradi stika kože s hrano
  - (L24.7) Detritivni dermatitis zaradi rastlin, razen hrane
  - (L24.8) Detritivni dermatitis zaradi drugih snovi
  - (L24.9) Detritivni dermatitis, neopredeljen vzrok

- (L25) Neopredeljeno kontaktno vnetje kože (dermatitis simplex)
  - (L25.0) Neopredeljeno vnetje kože zaradi kozmetika
  - (L25.1) Neopredeljeno vnetje kože zaradi stika kože z zdravili
  - (L25.2) Neopredeljeno vnetje kože zaradi barvil
  - (L25.3) Neopredeljeno vnetje kože zaradi drugih kemikalij
  - (L25.4) Neopredeljeno vnetje kože zaradi stika kože z hrane
  - (L25.5) Neopredeljeno vnetje kože zaradi rastlin, razen hrane
  - (L25.8) Neopredeljeno vnetje kože zaradi drugih snovi
  - (L25.9) Neopredeljeno vnetje kože, neopredeljen vzrok

- (L26) Eksfoliativni dermatitis (luščeči se dermatitis)

- (L27) Dermatitis zaradi vnesenih (interno vzetih) snovi
  - (L27.0) Razširjene (generalizirane) kožne spremembe zaradi zdravil in drog
  - (L27.1) Omejene (lokalizirane) kožne spremembe zaradi zdravil in drog
  - (L27.2) Dermatitis zaradi zaužite hrane
  - (L27.8) Dermatitis zaradi vnesenih (interno vzetih) drugih snovi
  - (L27.9) Dermatitis zaradi vnesenih (interno vzetih) neopredeljenih snovi

- (L28) Lichen simplex chronicus (navadni kronični lišaj) in prurigo (srbečica)
  - (L28.0) Lichen simplex chronicus
    - Lichen BDO
    - Cirkumskriptni nevrodermitis

  - (L28.1) Nodularni prurigo
  - (L28.2) Druge vrste srbečica
    - Srbečica (prurigo)
    - Papilozna urtikarija (bunčičasta koprivnica)

- (L29) Pruritus (srbenje)
  - (L29.0) Srbenje zadnjika (pruritus ani)
  - (L29.1) Srbenje mošnje (pruritus scroti
  - (L29.2) Srbenje vulve (pruritus vulvae)
  - (L29.3) Anogenitalno srbenje, neopredeljeno
  - (L29.8) Druge vrste srbenje
  - (L29.9) Srbenje, neopredeljen
    - Srbenje BDO

- (L30) Drugi dermatitisi (vnetja kože)
  - (L30.0) Numularni dermatitis (vnetje kože v obliki novca)
  - (L30.1) Dishidrosza (pompholyx) (prekomerno znojenje z vnetjem znojnic)
  - (L30.2) Kožna avtosenzibilizacija (kožne -i reakcije)
    - Kandidid
    - Dermatofitid
    - Ekcematid

  - (L30.3) Infecijski dermatitis
  - (L30.4) Intertriginozni dermatitis
  - (L30.5) Pityriasis alba
  - (L30.8) Drugi opredeljeni dermatitis
  - (L30.9) Dermatitis, neopredeljen
    - Ekcem BDO

### (L40-L45) Papuloskvamozne dermatoze
- (L40) Psoriaza (luskavica)
  - (L40.0) Navadna luskavica (psoriasis vulgaris)
  - (L40.1) Generalizirana pustulozna psoriaza (razširjena gnojna luskavica)
    - Herpetiformni impetigo
    - Von Zumbuscheva bolezen

  - (L40.2) Acrodermatitis continua (gnojna luskavica na koncih udov)
  - (L40.3) Gnojna luskavica dlani in stopala
  - (L40.4) Kapljičasta luskavica (psoriasis guttata)
  - (L40.5) Artropatska luskavica
  - (L40.8) Druge vrste luskavica
  - (L40.9) Luskavica, neopredeljena

- (L41) Parapsoriaza
  - (L41.0) Pityriasis lichenoides et varioliformis acuta
    - Mucha-Habermannova bolezen

  - (L41.1) Pityriasis lichenoides chronica
  - (L41.2) Limfomatoidna papuloza
  - (L41.3) Parapsoriaza v majhnih ploščah (plakih)
  - (L41.4) Parapsoriaza v velikih ploščah (plakih)
  - (L41.5) Mrežasto oblikovana parapsoriaza (retiformna parapsoriaza)
  - (L41.8) Druge vrste parapsoriaza
  - (L41.9) Parapsoriaza, neopredeljena

- (L42) Pityriasis rosea
- (L43) Lichen planus (ploščati lišaj)

- (L44) Druge papuloskvamozne dermatoze
  - (L44.0) Pityriasis rubra pilaris
  - (L44.1) Lichen nitidus (trakasti lišaj)
  - (L44.2) Lichen striatus (zvezdasti lišaj)
  - (L44.3) Lichen ruber moniliformis (lišaj v obliki ogrlice)
  - (L44.4) Papulozno vnetje distalnih delov udov pri otrocih (Gianotti-Crosti sindrom)
  - (L44.8) Druge opredeljene papuloskvamozne dermatoze
  - (L44.9) Papuloskvamozna dermatoza, neopredeljena

- (L45) Papuloskvamozne dermatoze pri boleznih, uvrščenih drugje

### (L50-L54) Urtikarija (koprivnica) in eritem (rdečina)
- (L50) Urtikarija (koprivnica)
  - (L50.0) Alergijska urtikarija (preobčutljivostna koprivnica)
  - (L50.1) Idiopatska urtikarija (koprivnica neznanega porekla)
  - (L50.2) Koprinica na mraz ali topoloto
  - (L50.3) Dermatografska urtikarija (koprivnica na poteg)
  - (L50.4) Vibratorna urtikarija (koprivnica zaradi tresljajev)
  - (L50.5) Holinergična urtikarija
  - (L50.6) Kontaktna urtikarija (koprivnica na dotok)
  - (L50.8) Druge vrste koprivnica
  - (L50.9) Koprivnica, neopredeljena

- (L51) Multiformni eritem
  - (L51.0) Nemehurjasti multiformni eritem
  - (L51.1) Mehurjasti multiformni eritem
    - Stevens-Johnsonov sindrom

  - (L51.2) Toksična epidermalna nekroliza (toksični odstop vrhnjice) (Lyell)
  - (L51.8) Druge vrste multiformni eritem
  - (L51.9) Multiformni eritem, neopredeljena

- (L52) Nodozni eritem

- (L53) Druge eritematozne bolezni
  - (L53.0) Toksični eritem
  - (L53.1) Obročasta rdečina (erythema annulare centrifugum)
  - (L53.2) Obrobna rdečina (erythema marginatum)
  - (L53.3) Druge vrste kronični figurani eritem
  - (L53.8) Drugi opredeljeni eritem
  - (L53.9) Eritem, neopredeljen
    - Eritem BDO
    - Eritrodermija BDO

- (L54) Eritem (rdečina) pri boleznih, uvrščenih drugje

### (L55-L59) S sevanjem povezane (aktinične) spremembe kože in podkožnega tkiva
- (L55) Sončne opekline

- (L56) Druge akutne kožne spremembe zaradi UV sevanja
  - (L56.0) Fototoksična reakcija po zdravilu
  - (L56.1) Fotoalergijska reakcija po zdravilu
  - (L56.2) Fotokontaktno vnetje kože (berloque dermatitis)
  - (L56.3) Solarna (sončna, svetlobna) urtikarija
  - (L56.4) Polymorphous light eruption
  - (L56.8) Druge akutne kožne spremembe zaradi UV sevanja
  - (L56.9) Akutna kožna sprememba zaradi UV sevanja, neopredeljena

- (L57) Dermatoze zaradi kroničnega vpliva neionizirajočih žarkov
  - (L57.0) Aktinična keratoza (zaroževanje) zaradi sevanja
  - (L57.1) Aktinični retikuloid
  - (L57.2) Romboidno nagubana koža tilnika (cutis rhomboidalis nuchae)
  - (L57.3) Mrežasta pigmentna mnogolikost kože (poikiloderma Civatte)
  - (L57.4) Starostno ohlapna koža (cutis laxa senilis)
    - Starostna elastoza (elastosis senilis)

  - (L57.5) Aktinični granulom
  - (L57.8) Druge dermatoze zaradi kroničnega vpliva neionizirajočih žarkov
    - Koža kmeta
    - Koža mornarja
    - Vnetje kože zaradi sonca

  - (L57.9) Dermatoza zaradi kroničnega vpliva neionizirajočih žarkov, neopredeljena

- (L58) Radiodermatitis (vnetje kože zaradi ionizirajočih žarkov)
- (L59) Druge spremembe kože in potkožnega tkiva v zvezi s sevanjem
  - (L59.0) Eritem (rdečina) zaradi vročine (gretja) (dermatitis ab igne)

### (L60-L75) Spremembe kožnih priveskov
- (L60) Spremembe na nohtu
  - (L60.0) Vraščeni noht
  - (L60.1) Odstopanje nohta (oniholiza)
  - (L60.2) Krempljasti noht (onihogrifoza)
  - (L60.3) Razvojno moten nohta (distrofični noht)
  - (L60.4) Beaujeve brazde na nohtu
  - (L60.5) Sindrom rumenega nohta
  - (L60.8) Druge spremembe na nohtu
  - (L60.9) Sprememba na nohtu, neopredeljena

- (L62) Spremembe na nohtu pri boleznih, uvrščenih drugje
  - (L62.0) Betičasti nohti pri pahidermoperiostozi
  - (L62.8) Sprememba na nohtu pri boleznih, uvrščenih drugje

- (L63) Alopecia areata (krožno izpadanje las)
  - (L63.0) Popolna plešavost lasišča (alopecia totalis)
  - (L63.1) Popolna plešavost poraščenih delov telesa (alopecia universalis)
  - (L63.2) Zatilna plešavost (ophiasis)
  - (L63.8) Druge vrste alopecia areata
  - (L63.9) Alopecia areata, neopredeljena

- (L64) Androgena plešavost (alopecia androgenes)

- (L65) Druge vrste nebrazgotinska izguba las
  - (L65.0) Telogen effluvium (izpadanje las v fazi mirovanja)
  - (L65.1) Anagen effluvium (izpadanje las v rastni fazi)
  - (L65.2) Alopecia mucinosa (izpadanje las zaradi mucinoze dlačnih mešičkov)
  - (L65.8) Druge vrste opredeljena nebrazgotinska izguba las
  - (L65.9) Nebrazgotinska izguba las, neopredeljena
    - Plešavost (alopecija) BDO

- (L66) Brazgotinska plešavost (izguba las zaradi brazgotinjenja)
  - (L66.0) Pseudopelada (lisasta plešavost z brazgotinjenjem)
  - (L66.1) Lichen planopilaris
  - (L66.2) Folliculitis decalvans (brazgotinsko vnetje dlačnih mešičkov)
  - (L66.3) Perifolliculitis capitis abscedens (globoko vnetje dlačnih mešičkov lasišča z brazgotinjenjem)
  - (L66.4) Folliculitis ulerythematosa reticulata (zaroženevanje in vnetje dlačnega mešička z atrofijo)
  - (L66.8) Druge vrste brazgotinska plešavost
  - (L66.9) Brazgotinska plešavost, neopredeljena

- (L67) Nepravilnosti obarvanosti las in lasne ovojonice
  - (L67.0) Trichorrhexis nodosa (vozličasto cepljenje las)
  - (L67.1) Spremembe obarvanosti las
    - Osivelost (canities)
    - Prezgodnje sivenje las
    - Raznobarvnost las (heterochromia)
    - Izguba barvila (apigmentacija, poliosos) BDO

  - (L67.8) Druge nepravilnosti obarvanosti las in lasne ovojonice
    - Lomljivost las (fragilitis crinium)

  - (L67.9) Motnja obarvanosti las in lasne ovojonice, neopredeljena

- (L68) Hipertrihoza (prekomerna poraščenost)
  - (L68.0) Hirzutizem (nenormalna poraščenost)
  - (L68.1) Pridobljena puhasta dlakavost
  - (L68.2) Omejena prekomerna dlakavost
  - (L68.3) Politrihija (prekomerna lasatost)
  - (L68.8) Druga vrsta prekomerna poraščenost
  - (L68.9) Prekomerna poraščenost, neopredeljena

- (L70) Akne (mozoljavost)
  - (L70.0) Acne vulgaris (navadna mozoljavost)
  - (L70.1) Acne conglobata
  - (L70.2) Acne varioliformis (kozam podobna mozoljavost)
    - Razsejane nekrotične akne

  - (L70.3) Acne tropica (tropska mozoljavost)
  - (L70.4) Infantile acne (mozoljavost dojenčkov)
  - (L70.5) Razpraskane akne mladih deklic
  - (L70.8) Druge vrste mozoljavost
  - (L70.9) Mozoljavost, neopredeljena

- (L71) Rozacea
  - (L71.0) Perioralni dermatitis (vnetje kože okoli ust)
  - (L71.1) Rinofima (kumarast nos)
  - (L71.8) Druge vrste rozacea
  - (L71.9) Rozacea, neopredeljena

- (L72) Folikularne ciste (ciste dlačnolojničnega mešička) kože in podkožnega tkiva
  - (L72.0) Epidermalna cista (cista vhodnega žleznega epitela)
  - (L72.1) Trihilemalna cista (cista lasne ovojnice)
    - Cista dlačne ovojnice
    - Lojnična cista

  - (L72.2) Steatocystoma multiplex (cista lojnice in žleznega voda)
  - (L72.8) Druge folikularne ciste kože in podkožnega tkiva
  - (L72.9) Folikularna cista kože in podkožnega tkiva, neopredeljena

- (L73) Druge spremembe dlačnolojničnega mešička
  - (L73.0) Keloidne akne (brazgotinske vnetje dlačnolojničnega mešička)
  - (L73.1) Pseudofolliculitis barbae (tujkovo vnetje vraščene dlake na bradi)
  - (L73.2) Hidradenitis suppurativa (gnojno vnetje dlačnolojničnega mešička v predelu žlez znojnic)
  - (L73.8) Druge opredeljene spremembe dlačnolojničnega mešička
  - (L73.9) Sprememba dlačnolojničnega mešička, neopredeljena

- (L74) Spremembe ekrinih žlez znojnic
  - (L74.0) Miliaria rubra (površinsko vnetje žlez znojnic)
  - (L74.1) Miliaria crystallina (zastoj (zapora) v žlezah znojnicah)
  - (L74.2) Miliaria profunda (globoko vnetje žlez znojnic)
  - (L74.3) Vnetje znojnic, neopredeljeno
  - (L74.4) Anhidroza (nezmožnost znojenja)
  - (L74.8) Spremembe ekrinih žlez znojnic
  - (L74.9) Sprememba ekrine žleze znojnice, neopredeljena

- (L75) Spremembe apokrinih žlez znojnic
  - (L75.0) Bromhidroza (smrdeče znojenje)
  - (L75.1) Kromhidroza (obarvano znojenje)
  - (L75.2) Miliarija apokrinih žlez (zapora in vnetje apokrinih žlez)
    - Fox-Fordyceova bolezen

  - (L75.8) Druge spremembe apokrinih žlez znojnic
  - (L75.9) Spremba apokrine žleze znojnice, neopredeljena

### (L80-L99) Druge spremembe kože in podkožnega tkiva
- (L80) Vitiligo

- (L81) Druge motnje pigmentacije
  - (L81.o) Prekomerna obarvanost kože po vnetju
  - (L81.1) Kloazma (chloasma)
  - (L81.2) Kožne pege (efelide)
  - (L81.3) Café au lait madeži (madeži barve bele kave)
  - (L81.4) Druge vrste prekomerna melaninska obarvanost
    - Lentigo

  - (L81.5) Levkoderma (pomanjkanje kožnega barvila), ki ni uvrščena drugje
  - (L81.6) Druge spremembe zaradi zmanjšane tvorbe melanina
  - (L81.7) Pigmentno purpurno vnetje kože
    - Angioma serpiginosum (plazeči se žilni tumor)

  - (L81.8) Druge opredeljene motnje pigmentacije
    - Pigmentacija z železom
    - Tetovaža (vnos barvnih drobcev v kožo)

  - (L81.9) Motnja pigmentacije, neopredeljena

- (L82) Seboroična keratoza (starostna bradavica)
  - Leser-Trelatova bolezen
- (L83) Acanthosis nigricans (črnikasto zaroženevanje)
- (L84) Roženi izrastki (otrdline) in otiščanci

- (L85) Druge zadebelitve povrhnjice (epidermisa)
  - (L85.0) Pridobljena ihtioza
  - (L85.1) Pridobljeno zaroževanje (keratoderma) dlani in podplatov
  - (L85.2) Keratosis punctata (pikčasto (točkasto) zaroženevanje)
  - (L85.3) Xerosis cutis (suhost kože)
    - Vnetje suhe kože

  - (L85.8) Druga opredeljena zadebelitev vrhnjice
  - (L85.9) Zadebelitev vrhnjice, neopredeljena

- (L86) Motnje zaroževanja kože (keratoderma) pri boleznih, uvrščenih drugje

- (L87) Spremembe, ki prodirajo skozi povrhnjico
  - (L87.0) Keratosis follicularis et parafollicularis in cutem penetrans (prodirajoče zaroženevanje dlačnolojničnih mešičkov z okolico)
  - (L87.1) Reactivna prodirajoča vezivnotkivna bolezen
  - (L87.2) Prodirajoča elastoza (elastosis perforans serpiginosa)
  - (L87.8) Druge spremembe, ki prodirajo skozi povrhnjico
  - (L87.9) Sprememba, ki prodira skozi povrhnjico, neopredeljena

- (L88) Pyoderma gangrenosum (ulcerozno vnetje kože)
  - Gangrenozni dermatitis
  - Razpadajoča razjeda

- (L89) Preležanina (dekubitus)

- (L90) Atrofične spremembe kože
  - (L90.0) Lichen sclerosus et atrophicus (sklerozantni in atrofični lihen)
  - (L90.1) Schweninger-Buzzijeva anetoderma
  - (L90.2) Anetoderma Jadassohn-Pellizzari
  - (L90.3) Atrophoderma Pasini Pierini
  - (L90.4) Acrodermatitis chronica atrophicans (atrofično vnetje udov)
  - (L90.5) ScBrazgotinjenje kože in čezmerno razraščanje veziva
    - Priraščena brazgotina (koža)
    - Brazgotina
    - Iznakaženost zaradi brazgotine

  - (L90.6) Strije, trakaste atrofije kože (striae atrophicae)
  - (L90.8) Druge atrofične bolezni kože
  - (L90.9) Atrofična bolezen kože, neopredeljena

- (L91) Hipertrofične spremembe kože
  - (L91.0) Keloidna brazgotina
    - Zadebeljena brazgotina

- (L92) Granulomatozne spremembe kože in podkožnega tkiva
  - (L92.0) Granuloma annulare (obročasti granulom)
  - (L92.1) Necrobiosis lipoidica (počasno odmiranje celic), ki ni uvrščena drugje
  - (L92.2) Granuloma faciale (obrazni granulom) (eozinofilni kožni granulom)
  - (L92.3) Tujkov granulom kože in podkožnega tkiva
  - (L92.8) Druge granulomatozne spremembe kože in podkožnega tkiva
  - (L92.9) Granulomatozna spremembe kože in podkožnega tkiva, neopredeljena

- (L93) Lupus eritematozus (lupus erythematosus]])
  - (L93.0) Discoid lupus erythematosus (diskoidni lupus eritematozus)
  - (L93.1) Subakutni cutaneous lupus erythematosus (subakutni lupus eritematozus)
  - (L93.2) Drugi omejeni lupus eritematozus
    - Panikulitis (vnetje maščevja)
    - Lupus erythematosus profundus (globoki lupus eritematozus)

- (L94) Druge lokalizirane spremembe vezivnega tkiva
  - (L94.0) Localizirana skleroderma (otrdelost kože) (morphea)
  - (L94.1) Linearna skleroderma
  - (L94.2) Calcinosis cutis (nabiranje kalcijevih soli v koži)
  - (L94.3) Sclerodactilia (otrdevanje kože prstov)
  - (L94.4) Gottronove papule (bunčice)
  - (L94.5) Poikiloderma vasculare atrophicans
  - (L94.6) Ainhum (spontano zažetje in odmrtje prstov nog)
  - (L94.8) Druge opredeljene lokalizirane spremembe vezivnega tkiva
  - (L94.9) Lokalizirana sprememba vezivnega tkiva, neopredeljena

- (L95) Vaskulitis (vnetje žil) omejen na kožo, ki ni uvrščen drugje
  - (L95.0) Livedo vasculitis
    - Atrophie blanche (en plaque) (vnetje in zapora arteriole)

  - (L95.1) Erythema elevatum diutinum (dolgotrajni dvignjeni eritem)
  - (L95.2) Druge vrste vaskulitisi, omejeni na kožo
  - (L95.3) Vaskulitis omejen na kožo, neopredeljen

- (L97) Ulkus (razjeda) spodnjega uda, ki ni uvrščen drugje

- (L98) Druge spremembe kože in podkožja, ki niso uvrščene drugje
  - (L98.0) Piogeni granulom
  - (L98.1) Faktitcijski dermatitis (vnetje kože zaradi mehaničnega pritiska)
    - Nevrotična razpraskanina

  - (L98.2) Febrilna nevtrofilna dermatoza (Sweet)
  - (L98.3) Eozinofilni celulitis (ponavljajoče se granulomatozno vnetje z eozinofilijo) (Wells)
  - (L98.4) Kronična razjeda kože, ki ni uvrščena drugje
    - Kronična razjeda kože BDO
    - Tropska razjeda BDO
    - Razjeda kože BDO

  - (L98.5) Kožne mucinoze
    - Žariščna mucinoza (solitarna)
    - Lichen myxoedematosus

  - (L98.6) Druge infiltrativne spremembe (motnje odlaganja) kože in podkožja
  - (L98.8) Druge opredeljene spremembe kože in podkožja
  - (L98.9) Sprememba kože in podkožja, neopredeljena

- (L99) Druge spremembe kože in podkožja pri boleznih, uvrščenih drugje
  - (L99.0) Kožna amiloidoza
  - (L99.8) Druge opredeljene spremembe kože in podkožja pri boleznih, uvrščenih drugje
    - Sifilitična plešavost
    - Sifilitična levkoderma